# 広島県道157号松永新市線
広島県道157号松永新市線（ひろしまけんどう157ごう まつながしんいちせん）は、広島県福山市を通る一般県道である。

## 概要
福山市神村町（かむらちょう）から福山市新市町大字戸手に至る。一部に大型車の通行が困難な箇所がある。

### 路線データ
- 起点：福山市神村町（福山西署入口交差点、国道2号交点）
- 終点：福山市新市町大字戸手（戸手高校入口交差点、国道486号交点、広島県道181号下御領新市線終点）
- 総延長：14.0 km

## 歴史
- 1960年（昭和35年）10月10日 - 広島県告示第682号により広島県道25号松永新市線として認定される。
- 1966年（昭和41年）5月1日 - 福山市・松永市が対等合併して改めて福山市が設置されたことに伴い起点の地名表記が松永市神村町から福山市神村町に変更される。
- 1972年（昭和47年）11月1日 - 広島県の県道番号再編に伴い現行の県道番号に変更される。
- 1974年（昭和49年）4月1日 - 福山市が沿線にある芦品郡芦田町を編入する。
- 1975年（昭和50年）2月1日 - 福山市が沿線にある芦品郡駅家町を編入する。
- 2003年（平成15年）2月3日 - 福山市が沿線にある芦品郡新市町を編入したことに伴い、全区間が福山市域を通る路線になる。

## 路線状況
狭隘区間が多く、大型車の通行や離合が困難な箇所がある。本路線は、松永 - 新市間を連絡する道路というより、松永地区と芦品広域農道経由で神辺地区とを結ぶ抜け道として利用されている。

### 道路施設

#### 橋梁
- 佐賀田橋（芦田川、福山市新市町大字相方（さがた））

## 地理

### 通過する自治体
- 福山市

### 交差する道路
| 交差する道路                        | 交差する場所             | 交差する場所                  |
| ----------------------------------- | ------------------------ | ----------------------------- |
| 国道2号 広島県道54号福山尾道線 重複 | 神村町                   | 福山西署入口交差点 / 起点     |
| 国道2号 / 松永道路                  | 神村町                   | 新羽原橋南交差点 / 羽原ランプ |
| 国道2号 / 松永道路                  | 神村町                   | 新羽原橋北交差点 / 羽原ランプ |
| 広島県道396号柞磨駅家線             | 芦田町大字福田           | 大正橋南詰交差点              |
| 広島県道158号尾道新市線             | 新市町大字相方（さがた） |                               |
| 国道486号 広島県道181号下御領新市線 | 新市町大字戸手           | 戸手高校入口交差点 / 終点     |

### 交差する鉄道
- 山陽新幹線

### 沿線
主要施設
- 福山西警察署（旧：松永警察署、1971年（昭和46年）改称）
- 広島県立松永高等学校
- 松永カントリークラブ
- 福山郵便局
- 広島県立戸手高等学校

自然景観
- 大谷山
- 芦田川

名所・旧跡・観光地
- 中国自然歩道
- 相方城（さがたじょう）跡 - 戦国時代末期の山城の跡で、石垣が山頂に残っている。
- 潮崎山古墳